# Seznam toulouských biskupů a arcibiskupů
Seznam toulouských biskupů a arcibiskupů zahrnuje všechny představitele diecéze v Toulouse založené ve 3. století a povýšené roku 1318 na arcibiskupství.

## Biskupové
- svatý Saturnin z Toulouse (250)
- Mamertinus (um 314)
- Rhodanus (356)
- svatý Hilarius (358–360)
- svatý Silvius (360–400)
- svatý Exuperius (405–411)
- Heraclius (um 506)
- Magnulf (um 585)
- Willigisile (614–626)
- svatý Erembert (657/678)
- svatý Germier (um 694)
- Erik (785–788)
- Mantion (kolem 820)
- Samuel (kolem 844)
- Salomon (kolem 859)
- Helisachar (862–863)
- Bernhard (883–892)
- Armandus (904–922)
- Hugo I. (928–973)
- Atton (973–974)
- Isle (974–986)
- Raymond (987–1010)
- Hugo II. (1010–1031)
- Pierre Roger (1031–1032)
- Arnaud (1035–1056)
- svatý Durand de Bredons (1059–1071)
- Isarn de Lavaur (1071–1105)
- Amiel Raymond du Puy (1105–1139)
- Raymond de Lautrec (1140–1163)
- Bernard Bonhomme (1163–1164)
- Geraud de La Barthe (1164–1170)
- Hugo III. (1170–1175)
- Bertrand de Villemur (1176–1179)
- Fulcrand (1179–1201)
- Raymond von Rabastens (1201–1205)
- Folquet de Marseille (1206–1231)
- Raymond du Fauga (1231–1270)
- Bertrand de l'Isle-Jourdain (1270–1286)
- Hugues Mascaron (1286–1296)
- svatý Ludvík z Toulouse (1296–1297)
- Arnaud Roger de Comminges (1297–1298)
- kardinál Pierre de La Chapelle-Taillefert (1298–1305)
- Gaillard de Peyssac (1306–1317)

## Arcibiskupové
- kardinál Jean Raymond de Comminges (1318–1327)
- Guillaume de Laudun (1327–1345)
- kardinál Raymond de Canillac (1346–1350)
- Etienne Aldobrandi (1350–1361)
- Geoffroi de Vayrols (1361–1376)
- Jean de Cardailhac (1379–1390)
- François de Gonzie (1390–1391)
- Pierre de Saint Martial (1391–1401)
- Vital de Castelmourou (1401–1410)
- Dominique de Flourence (1410–1422)
- Denys du Moulin (1423–1439)
- Pierre du Moulin (1439–1451)
- Bernard du Rosier (1452–1475)
- Pierre de Lyon (1475–1491)
- Hector de Bourbon (1491–1502)
- kardinál Jean d'Orléans de Longueville (1503–1533)
- kardinál Gabriel de Gramont (1533–1534)
- kardinál Odet de Coligny (1534–1550)
- kardinál Antoine Sanguin de Meudon (1551–1559)
- kardinál Robert II. de Lénoncourt (1559-1562)
- kardinál Georges d’Armagnac (1562–1583)
- Paul de Foix (1583–1584)
- kardinál François de Joyeuse (1588–1614)
- kardinál Louis de Nogaret d'Epernon de La Valette (1614–1628)
- Charles de Montchal (1628–1651)
- Pierre de Marca (1654–1662)
- Charles-François d'Anglure de Bourlemont (1664–1669)
- kardinál Pierre de Bonzi (1672–1673)
- Joseph de Montpezat de Carbon (1675–1687)
- Jean-Baptiste-Michel Colbert de Villacerf (1693–1710)
- René-François de Beauveau de Rivau (1714–1721)
- Henri de Nesmon (1722–1727)
- Jean-Louis de Balbis-Berton de Crillon (1728–1740)
- kardinál Charles-Antoine de la Roche-Aymon (1740–1753)
- François de Crussol d'Uzès (1753–1758)
- Arthur-Richard Dillon (1758–1762)
- kardinál Étienne Charles de Loménie de Brienne (1763–1788)
- François de Fontanges (1788–1801)
- Claude-François-Marie Primat (1802–1816)
- François de Bovet (1817–1820)
- kardinál Anne-Antoine-Jules de Clermont-Tonnerre (1820–1830)
- kardinál Paul-Thérèse-David d'Astros (1830–1851)
- Jean-Marie Mioland (1851–1859)
- kardinál Florian-Jules-Félix Desprez (1859–1895)
- kardinál François-Désiré Mathieu (1896–1899)
- Jean-Augustin Germain (1899–1928)
- kardinál Jules Saliège (1928–1956)
- kardinál Gabriel-Marie Garrone (1956–1966)
- kardinál Louis-Jean Guyot (1966–1978)
- André Collini (1978–1996)
- Émile Marcus (1996–2006)
- Robert Le Gall (od 2006)